# Alexis Lizal
Alexis Lizal, dit Alex Lizal, né le 23 janvier 1878 à Dax et mort le 30 juillet 1915 dans la même ville, est un artiste peintre français. Il est notamment élève de Jean-Léon Gérôme et d'Albert Maignan.

## Biographie

### Jeunesse et études à Dax et Bordeaux (1898-
Alexis Lizal naît le 23 janvier 1878 à Dax. Il est le fils de Roch Lizal, originaire du Pays basque (plus précisément de Bayonne) et de Marthe Dupouy, dont la famille est originaire de Mont-de-Marsan,. Roch Lizal est décrit par Jean Vergès comme « un pauvre hère maladif [ayant] une ardeur tempérée par une bonne ivrognerie ». En 1878, l’acte de naissance de son fils indique qu’il est journalier. Précédemment, il a travaillé comme pêcheur, mineur dans une mine de sel et coiffeur. La famille vit dans la misère, et Marthe Dupouy, pour nourrir ses cinq enfants, transformer sa maison en pension pour ouvriers. Les parents d’Alexis Lizal meurent jeunes, et son frère cadet Victor est tué par la tuberculose.
Alexis Lizal obtient son certificat d'études primaires le 8 août 1890. Il est ainsi un des rares jeunes dacquois de sa condition n’étant pas analphabète. Ne pouvant, faute de moyens, intégrer dans le seul collège privé de la ville, il s’inscrit à l’école primaire supérieure de la commune. Il y entre 6 octobre 1890, quatre ans après sa fondation, avec trente autres élèves. Il quitte l’école après une année et devient commis en nouveautés dans l’industrie du tissu. Il ne conserve cet emploi que pendant trois ans, et, sur son temps libre, suit des cours du soir de dessin créés par le maire Raphaël Milliès-Lacroix. Son professeur de dessin meurt en 1892, et il est remplacé par M. Patissié, professeur de dessin ayant enseigné à Constantine et Rodez.
À sa demande et sur le conseil d’un professeur d’art bordelais, le conseil municipal de Dax accorde à Alexis Lizal une bourse de 600 francs pour étudier à l’École des beaux-arts de Bordeaux le 22 avril 1895. Il y reste quatre ans. Le musée de Borda conserve deux tableaux d’Alexis Lizal datés de 1898, quand il étudie à Bordeaux, acquis par la ville : Visite de l’hôpital d’après Jean Geoffroy et Les premiers chrétiens. Le 26 mars 1898, la ville lui accorde une bourse de 35 francs par moi pour lui permettre de préparer le concours des Beaux-Arts de Paris.
Accepté au concours et arrivé à Paris, il adresse, le 29 décembre 1898, une lettre au conseil municipal de Dax lui demandant de prolonger sa bourse le temps de ses études dans la capitale. Il obtient ainsi une pension de 1000 francs à partir du 1er janvier 1899. À Paris, il suit les cours de Jean-Léon Gérôme, bien que le style de ce dernier agit « comme un révulsif » auprès du jeune peintre, qui s’installe au no 18 impasse du Maine, dans le quartier du Montparnasse. Déçu par l’enseignement de Gérôme, il rejoint son ami bayonnais Georges Bergès en tant qu’élève d’Albert Maignan.  

### Carrière
Il tente pour la première fois sa chance au salon de 1902. Il y expose La Toussaint au Pays Landais, représentant le cimetière de Mées et ses cyprès, non loin de Dax, dans une atmosphère de « mélancolie crépusculaire ». Ce tableau, dans lequel l’influence de Gérôme est toujours visible, n’obtient qu’un succès relatif. Il est introduit par Bergès au sein groupe de la maison des Glycines (du nom du logement, à Mées, du docteur Maurice Castets), dont font partie J.-H. Rosny jeune, Charles Derennes ou Pierre Benoit. Pendant ses séjours à Mées, il passe la plupart de son temps seul à peindre la forêt des Landes. 
À peu près à cette période qu’il quitte les Beaux-Arts. Désargenté et touché par des crises d’hémoptysie, il rentre dans les Landes. Après la mort précoce du docteur Castets, il se base entre Capbreton et Soorts-Hossegor, où il peint en compagnie de Bergès et de Jean-Roger Sourgen. Entre 1902 et 1908, il peint de nombreux paysages dont L’allée conduisant à la villa de Rosny Jeune, décrit par Jean Vergès comme « un véritable Monnet, parmi les plus beaux d’un monde disparu ». Dès 1905, il gravite aussi autour du château de Larrocque, à Rivière-Saas-et-Gourby, propriété de Darricau, un riche bourgeois bayonnais que Lizal avait rencontré à la maison des Glycines. Il lui achète plusieurs tableaux, lui verse une rente de 2 francs par mois et devient son protecteur, lui permettant d'effectuer certaines de ses toiles les plus célèbres à Larrocque. 
À Paris, le jeune Alex reste fidèle à sa ville natale, évoquant sa petite patrie dans les œuvres qui assureront son renom. Durant cette période où il séjourne dans la capitale (1900-1909), le maire de Dax Théodore Denis ne cessa, jusqu'à son décès en 1908, d'apporter son appui personnel au jeune artiste, intervenant notamment pour l'achat par la Caisse d'Épargne de Dax des tableaux emblématiques Dans la Grande Lande (1901) et Le Marché aux cruches à Dax (1903).
Ne bénéficiant ni d'un statut social spécifique, ni d'une reconnaissance de son vivant, séjournant le plus souvent à Dax, il s'enfonce à partir de 1908 peu à peu dans l'alcoolisme, s'octroyant « le rôle de fou de la Ville de Dax » et menant « une vie de bohème ».
Au cours des dernières années de sa vie, ses peintures se rapprochent davantage de la peinture expressionniste sans toutefois y adhérer pleinement, concédant une plus grande proximité avec les peintres de Die Brücke.
Anéanti par l’alcool et la tuberculose, il meurt le 30 juillet 1915, à 37 ans, à Dax, sa ville de naissance.
Au cours de sa carrière, il fut notamment soutenu par Georges Bergès et eu pour élève Jean-Roger Sourgen.
En guise de reconnaissance de son œuvre, dans un article de Gérard Batbédat extrait de Nos Landes, ouvrage édité en 1927 par David Chabas, on peut lire :

« Le plus beau titre de gloire de Lizal (...) est d'avoir le premier peint le spectacle de chez nous (...) : il nous a rendu notre pays, l'oeuvre de Lizal ne périra point. »

— Gérard Batbédat, Nos Landes
En 2015, Jean-Roger Soubiran conclut ainsi son ouvrage sur Lizal :

« Avec un humour constitutif de l'être et une lucidité sur les choses, Lizal, né sur les bords de l'Adour, est avec Mondineu, le premier landais à exprimer ce milieu, ses traditions, à parler de ce peuple, à s'approcher jusqu'à tronquer ces corps de ferme ou d'églises pour mieux les révéler. [...] L'œuvre de Lizal perpétue un document socio-historique sur une ville et un terroir, Dax, terre de contrastes, cité chrétienne et païenne, la ville des églises et des arènes, la piété et les fêtes, les maraîchers et la forêt. »

— Jean-Roger Soubiran, Alex Lizal : peintre singulier du Pays landais.

## Œuvre

### Expositions
- 1904 : Biarritz, Société des Amis des Arts de Bayonne-Biarritz
- 1907 : Bordeaux, Société des Amis des Arts
- 1911 : Paris, Salon des indépendants
- 1973 : Dax, ancienne Chapelle Sévigné (21 novembre - 5 décembre), rétrospective organisée par Jean Vergès.
- 2015 : Dax, musée de Borda

### Œuvres principales
- Dans la Grande Lande, huile sur toile, 1,30 × 1,62 m, 1901.
- La Toussaint
- Le Marché aux cruches à Dax, huile sur toile, 1, 30 x 1, 60 m, 1903.
- L'Assemblade au Pays landais, huile sur toile, 1,25 × 3,22 m, 1904.
- L'Adour en automne, huile sur toile, 33 × 41 cm, 1905.
- Lague à Mées (l'Irle), huile sur toile, 54 × 81 cm, vers 1910.
- La Mayade, huile sur toile, 0,8 × 2 m, 1912.

### Galerie

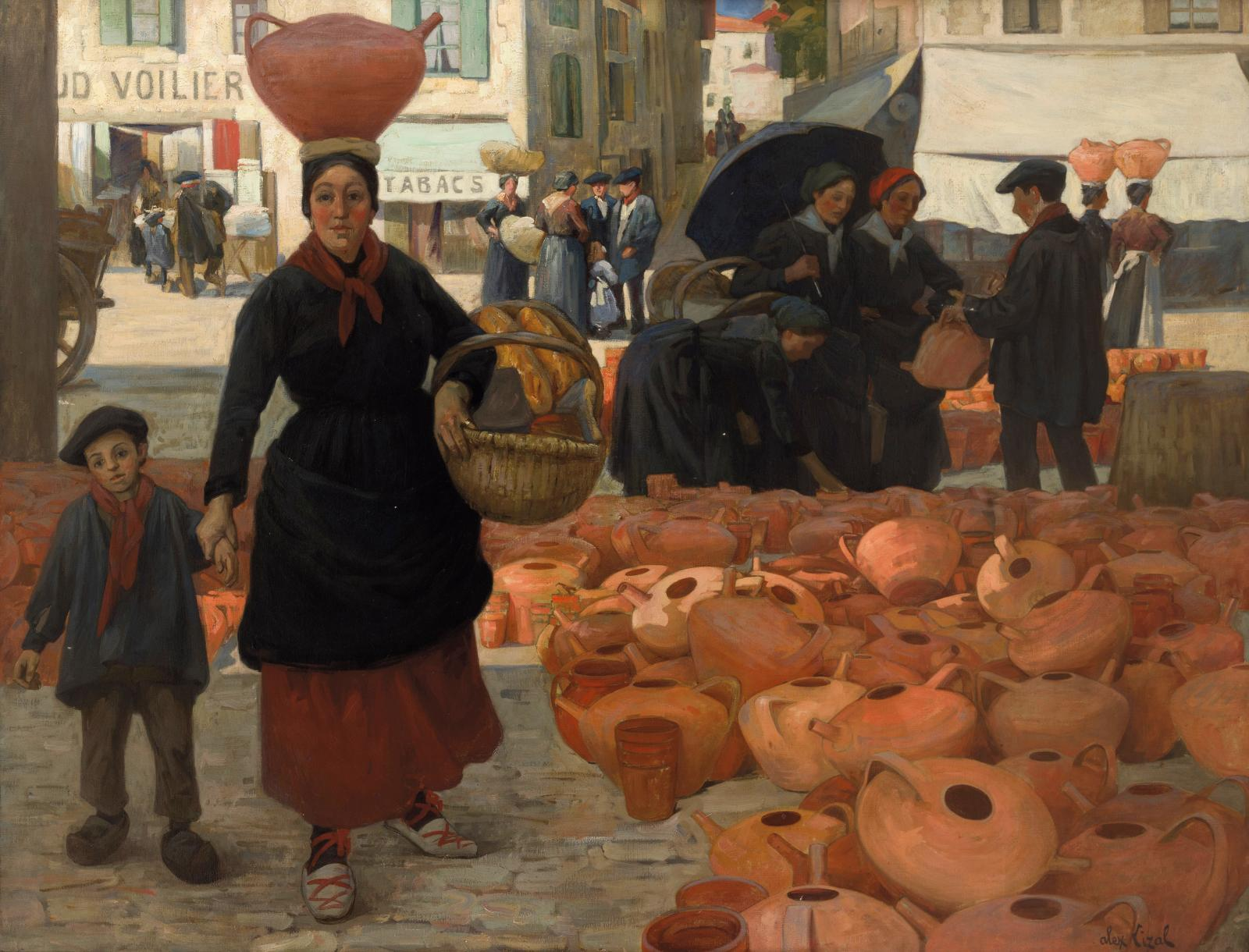
Le Marché aux cruches à Dax, 1903.
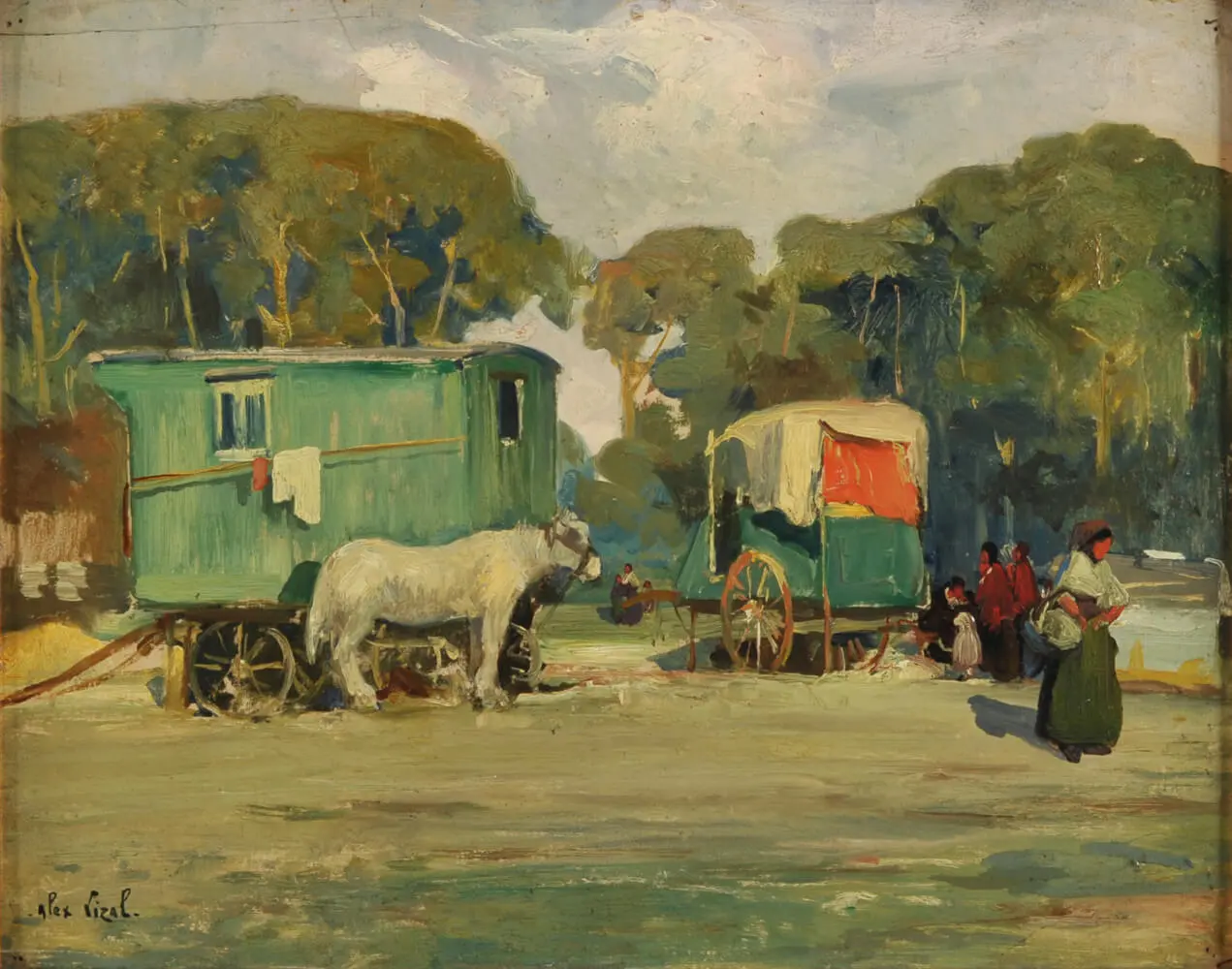
La Pédouille, 1904.

## Récompenses et hommages
Une rue de Dax porte son nom.
Le Bénézit mentionne que les peintures de Lizal sont reconnues au Salon des indépendants pour « la qualité de leur intégrité », bien que la reconnaissance publique ne soit qu'à titre posthume.
Du 7 juillet 2015 au 6 février 2016, le musée de Borda rend hommage à Alex Lizal pour le centenaire de sa disparition. Une monographie de Jean-Roger Soubiran, Alex Lizal, peintre singulier du Pays landais, accompagne l’exposition et reçoit le Prix Spécial de l'Académie nationale des sciences, belles-lettres et arts de Bordeaux en 2015.
En 2022, trois de ses œuvres sont mises en vente par leur propriétaire, la Caisse d'Épargne Aquitaine Poitou-Charentes, dans le cadre de la rénovation de son agence de Dax. En raison de l'importance de ses peintures pour la représentation picturale de la région, plusieurs associations et spécialistes de l'art régional se mobilisent afin qu'elles demeurent exposées à un large public.
Au cours d'une vente aux enchères en janvier 2022, L'Assemblade au Pays landais, sa toile la plus célèbre, est adjugée 90 000 € (vendue 110 700 € en incluant les frais) à un particulier. Lors de cette même vente, sont également vendues Le Marché aux cruches à Dax (adjugée 71 000 € et Dans la Grande Lande (52 000 €), bien au-dessus de leurs estimations.